# Diapterobates humeralis
Diapterobates humeralis är en kvalsterart som först beskrevs av Hermann 1804. Enligt Catalogue of Life ingår Diapterobates humeralis i släktet Diapterobates och familjen Humerobatidae, men enligt Dyntaxa är tillhörigheten istället släktet Diapterobates och familjen Ceratozetidae. Arten är reproducerande i Sverige. Inga underarter finns listade i Catalogue of Life.